# Late Extra
Late Extra est un film britannique réalisé par le cinéaste américain Albert Parker, sorti en 1935. C'est le premier film de l'acteur britannique James Mason. 

## Synopsis
Un jeune journaliste de presse entreprend de traquer un tueur en série.

## Fiche technique
- Titre original : Late Extra
- Réalisation : Albert Parker
- Scénario : Ingram D'Abbes, Fenn Sherie
- Photographie : Alex Bryce
- Ingénieur du son : John Cox
- Musique : Charles Cowlrick
- Format : Noir et blanc
- Producteur : Ernest Gartside
- Pays de production :  Royaume-Uni
- Genre : Policier
- Durée : 69 minutes

## Distribution
- James Mason : Jim Martin
- Virginia Cherrill : Janet
- Alastair Sim : Mac
- Ian Colin : Carson
- Clifford McLaglen : Weinhardt
- Cyril Chosack : Jules
- David Horne : Williams, rédacteur en chef
- Antoinette Cellier : Sylvia
- Donald Wolfit : Inspecteur Greville
- Hannen Swaffer : Lui-même